# Czułki

Czułki owadów

Czułki (łac. antennae, l.poj. antenna) – nitkowate lub palczaste narządy, osadzone zwykle na głowie lub płacie głowowym, pełniące funkcje zmysłowe, występujące u wielu grup bezkręgowych organizmów zwierzęcych. Są bogato unerwione i ruchome. Czasami pełnią dodatkowe funkcje, np. chwytne czy lokomotoryczne.

## Parzydełkowce

Anatomia ukwiału. Czułek opisany cyfrą 1

Czułki występują u większości parzydełkowców, zarówno polipów jak i meduz. Mogą być lite wskutek wypełnienia komórkami entodermalnymi, jak to ma miejsce w większości przypadków lub puste w środku i zwierające część jamy chłonąco-trawiącej, jak to ma miejsce u polipów koralowców sześciopromiennych oraz niektórych dużych meduz. Czułki polipa mogą być regularnie ustawione w jeden lub więcej okółków wokół otworu gębowego lub być rozmieszczone nieregularnie na powierzchni ciała. U meduz czułki rozlokowane są na krawędzi parasola. Czułki parzydełkowców powszechnie zaopatrzone są w parzydełka oraz różne narządy zmysłów.

## Mięczaki

Anatomia ślimaka winniczka. Czułek podpisany jako tentacle

Jedna lub dwie pary czułków występują u ślimaków. Mają one formę słupków wciąganych do głowy lub kurczliwych płatów. U podstawy czułków lub na nich osadzone mogą być oczy. Za odbiór bodźców węchowych odpowiadają m.in. zlokalizowane na czułkach rinofory. Ponadto czułki ślimaków pełnią funkcję dotykową.
U małży czułkowate wyrostki z receptorami chemicznymi i dotykowymi mogą znajdować się na brzegach płaszcza.
U łódkonogów czułki, zwane kaptakulami, pełnią funkcję narządu chwytnego jak i dotykowego. Są długie, orzęsione, zwieńczone maczugowatym zgrubieniem, pokrytym lepką wydzieliną. Zwierzę może je wciągać do przedniej, grzbietowej części jamy płaszczowej.
U głowonogów czułkami określa się ramiona łodzików. Podobnie jak u łódkonogów pełnią funkcję narządów zmysłowych i chwytnych. Powstają w wyniku różnicowania się przedniej części nogi. Mają formę nitkowatą, osadzone są licznie na dwóch płatach i tworzą wieniec wokół otworu gębowego. Zaopatrzone są w gruczoły wytwarzające lepką wydzielinę. U samców łodzików dwa czułki zrastają się tworząc służący kopulacji hektokotylus.

## Stawonogi

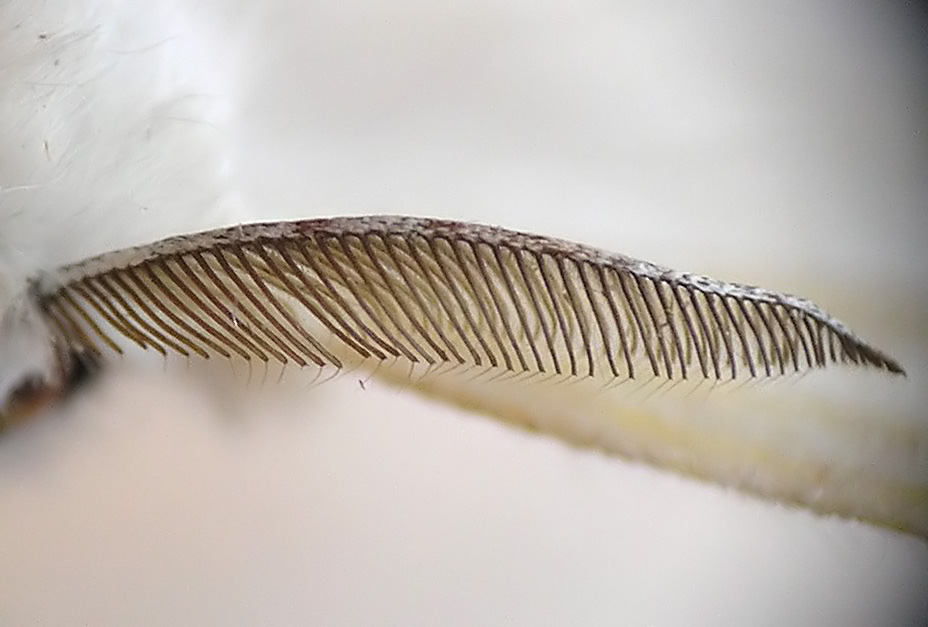
Podwójnie pierzaste czułki u samców białki wierzbówki

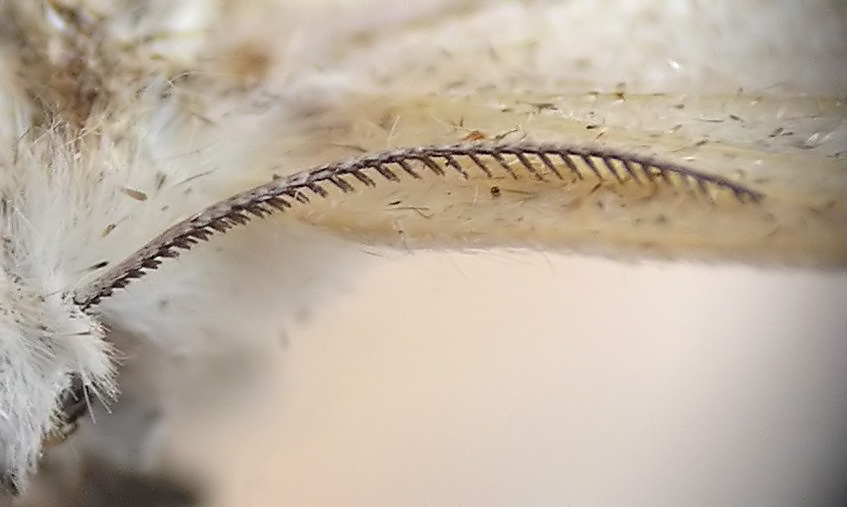
Piłkowane czułki u samic białki wierzbówki

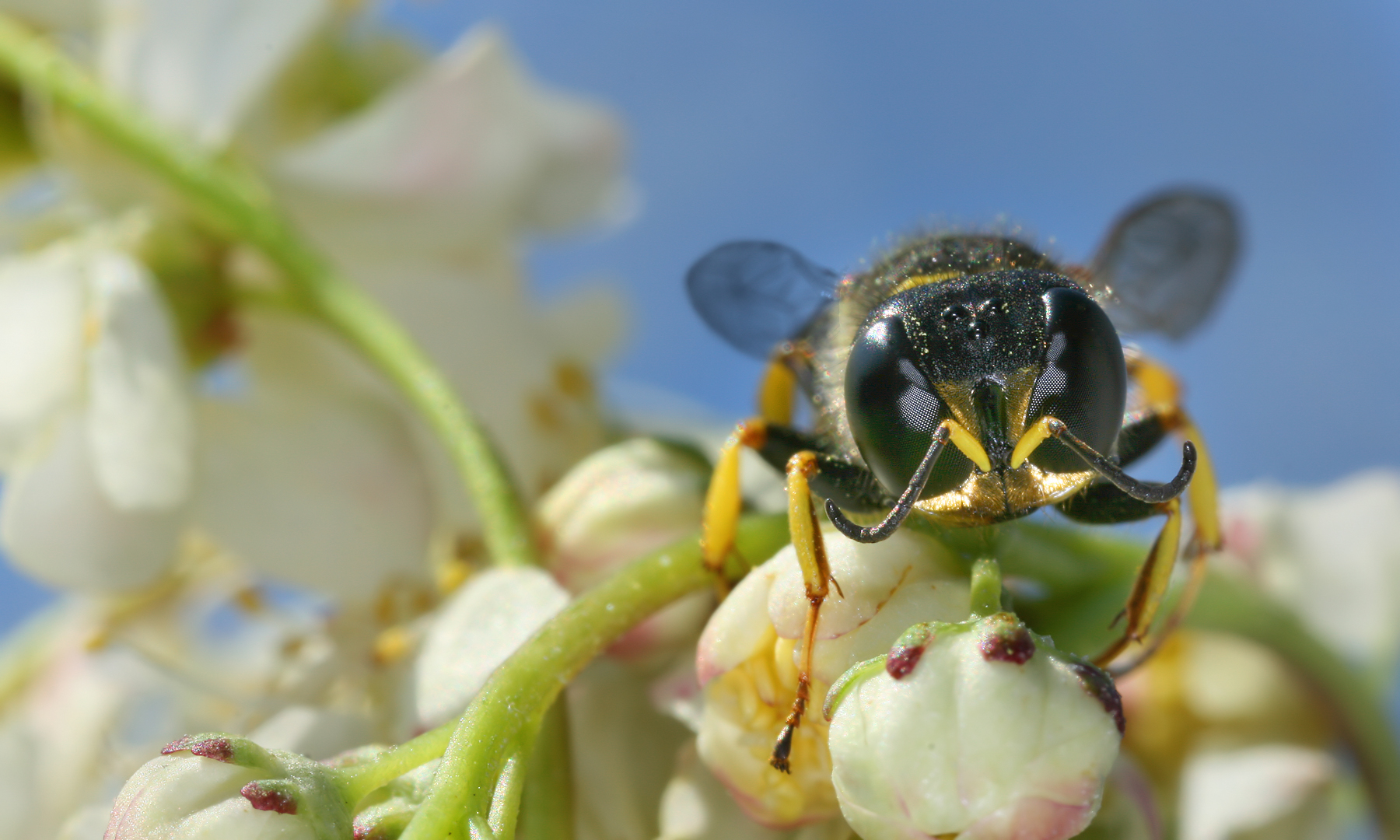
Czułki u owada Ectemnius lapidarius

U stawonogów czułkami nazywa się członowane (mogą być wtórnie jednoczłonowe) przydatki przedgębowej części głowy. Skorupiaki mają dwie pary czułków. Pierwsza para, zwana antenulami, jest jednogałęzista, pierwotnie osadzona na segmencie zwanym deutocefalonem (trzeci segment ciała stawonoga wliczając akron) i unerwiona przez śródmóżdże (deutocerebrum). Druga para, zwana antenami, jest osadzona na pierwotnym segmencie zwanym tritocefalonem osadzona, unerwiona przez tyłomóżdże (tritocerebrum) i może być dwugałęzista. U wijów i sześcionogów występuje tylko jedna para czułków, które są jednogałęziste, osadzone na deutocefalonie i unerwione przez śródmóżdże. Określa się je antenami, ale odpowiadają one antenulom skorupiaków. U pajęczaków i innych szczękoczułkowców brak jest czułków zupełnie, natomiast występują unerwione przez tyłomóżdże szczękoczułki, będące odpowiednikiem czułków drugiej pary skorupiaków.
Spośród wijów szczególnie charakterystyczne czułki mają skąponogi. Z członów nasadowych ich czułka wyrastają zwieńczone biczykami gałązki, a pomiędzy tymi gałązkami osadzone mogą być jeszcze szczecinki oraz kuliste narządy zmysłowe (globuli).
Wśród sześcionogów czułków brak całkowicie jedynie u pierwogonków. U pozostałych sześciongów czułki występują przynajmniej u form dorosłych i podzielone są zwykle na trzy segmenty: trzonek, nóżkę i biczyk. Ten ostatni zwykle jest wtórnie podzielony na subsegmenty zwane flagellomerami. Ich liczba może się zwiększać wraz z kolejnymi wylinkami. U widłogonków i skoczogonków kolejne flagellomery przyrastają na końcu biczyka, a u owadów o przeobrażeniu niezupełnym pojawiają się one między jego pierwszym flagellomerem a następnym.
Czułki sześcionogów osadzone są w otworach w puszce głowowej zwanych panewkami lub jamkami czułkowymi. Nasada czułka łączy się stawowo z kłykciem stawowego wyrostka puszki głowowej, zwanego antenniferem.
U skoczogonków i widłogonków umięśnienie znajduje się we wszystkich członach czułków. U owadów biczyk jest pozbawiony umięśnienia (z wyjątkiem rybików z rodzaju Ctenolepisma). Cały czułek poruszany jest mięśniami zaczepionymi w trzonku i nóżce albo tylko w trzonku. Punkty początkowe mięśni ruchowych czułka u owadów uskrzydlonych znajdują się zwykle na przednich lub grzbietowych ramionach tentorium, choć u niektórych ich larw mogą leżeć na ścianach puszki głowowej.
Krążenie hemolimfy w czułkach u wielu owadów wspomagane jest przez dodatkowe naczynia kurczliwe, zwane ampułkami czułkowymi.
Czułki zaopatrzone są w receptory dotyku, węchu i smaku. U większości owadów występuje w nóżce narząd Johnstona. Mogą mieć różną budowę w obrębie tego samego gatunku (dymorfizm płciowy) jak i w różnych fazach rozwojowych.
U owadów w zależności od budowy wyróżnia się rozmaite typy czułków, m.in.:
- antennae adhamantis – zmodyfikowane do przytrzymywania zdobyczy,
- antennae angustatae – o stopniowo zwężonych członach końcowych,
- antennae attenuatae – zwężone ku szczytowi,
- antennae auriculatae – o uszkowatym trzonku,
- antennae biflabellatae – mające blaszkowate wyrostki po obu stronach członów,
- antennae chelatae – z ruchomym odgałęzieniem jednego z członów biczyka,
- antennae cirrosae – o członach wyposażonych w kępki włosków,
- antennae clinteriformes – o wierzchołkowym członie spłaszczonym i zaokrąglonym,
- antennae fasciculatae – o niektórych członach z kępkami owłosienia,
- antennae fimbriatae – z długimi i delikatnymi włoskami po jednej stronie,
- antennae fissae – rozwidlone za nóżką,
- antennae foliatae – dwubocznie spłaszczone i liściokształtne,
- antennae fornicatae – łukowato wygięte,
- antennae funiculata – o walcowatych członach biczyka równej długości,
- antennae imbricatae – o członach na szczycie wciętych i częściowo zasłaniających nasadę członu następnego,
- antennae imparipinnatae – z różnej długości wyrostkami na członach
- antennae incrassatae – o członach coraz szerszych ku szczytowi
- antennae laminatae – o spłaszczonych grzbietobrzusznue,
- antennae mucronatae – o wierzchołkowym członie igłowato zwężonym,
- antennae nodosae – o członach środkowych i wierzchołkowych biczyka zgrubiałych,
  - antennae subnodosae – o członach środkowych i wierzchołkowych biczyka lekko zgrubiałych,
- antennae paripinnatae – o członach z dwoma równie długimi wyrostkami na obu bokach,
- antennae perfoliatae – o trzonku formującym kołnierz wokół nóżki,
- antennae pinnatae – o członach biczyka z cienkimi wyrostkami na krawędziach wierzchołkowych
- antennae plathraceae – czułki o członie wierzchołkowym łopatowato rozszerzonym,
- antennae pyramidalis – kształtem przypominające sztylet,
- antennae pyriformes – czułki o gruszkowatym wierzchołku,
- antennae ramosae – z wyrostkami na członach,
- antennae setigerous, a. stylatae – czułki o wierzchołkowej części biczyka kształtem przypominającej szczecinkę,
- antennae subulatae – o szerokich trzonku i nóżce oraz wąskich i coraz węższych ku szczytowi członach biczyka,
- antennae tortae – silnie zgięte w jednym punkcie,
- antennae torulosae – o członach nabrzmiałych,
- antennae uncinatae – z haczykowatym członem wierzchołkowym,
- antennae unguiculatae (a. forcipatae) – z pazurkowatym wyrostkiem lub wyrostkami na członie wierzchołkowym,
- antennae verticillatae – o członach z kępkami włosków na obu końcach,
- czułki blaszkowate (łac. antennae flabellatae) – o członach blaszkowatych i dłuższych niż szerokich,
- czułki buławkowate (łac. antennae clavatae, a. clavigeratae, a. clavaceae) – o wierzchołkowych członach rozszerzonych w buławkę czułkową,
  - antennae abrupto-clavatae – zakończone ściętą na szczycie buławką,
  - antennae clavatae fissae – o rozwidlonej buławce lub z długimi wyrostkami na jej członach,
  - antennae clavatae lamellatae – o członach buławki z blaszkowatymi wyrostkami po jednej stronie,
  - antennae clavatae perfoliatae – o członach buławki odseparowanych, ale nachodzących na człon następny kołnierzowatą wypustką krawędzi wierzchołkowej,
  - antennae clavatae solidae – o członach buławki lejkowato nachodzących na człon następny,
  - antennae clavatae tunicatae – o poszczególnych członach buławki nierozpoznawalnych,
  - antennae subclavatae – o buławce słabo wyodrębnionej,
- czułki grzebieniaste (łac. antennae pectinatae) – przypominające grzebień wskutek silnego wydłużenia krawędzi wierzchołkowych członów,
  - antennae cirratae – czułki grzebieniaste o wyrostkach krótko owłosionych,
- czułki kolankowate (załamane) (łac. antennae geniculatae) – zgięte pod kątem między nóżką a trzonkiem lub między nóżką a biczykiem,
- czułki lancetowate (łac. antennae lanceolatae) – o członach biczyka spłaszczonych dwubocznie i coraz węższych ku szczytowi,
- czułki maczugowate (łac. antennae capitatae) – o buławce gwałtownie się zaczynającej i na szczycie zaokrąglonej,
- czułki mieczowate (łac. antennae ensiformis),
- czułki nitkowate (łac. antennae filiformis) – o poszczególnych członach podobnych wymiarów i dłuższych niż szerszych,
- czułki orzęsione (łac. antennae ciliatae) – o co najmniej jednej stronie porośniętej drobnymi szczecinkami,
- czułki owłosione (łac. antennae barbatae) – o jednej stronie gęsto owłosionej,
- czułki paciorkowate (łac. antennae moniliformis) – o kulistych członach jednakowych rozmiarów
- czułki pierzaste (łac. antennae pulmosae) – przypominające pióro wskutek porośnięcia członów długimi i odstającymi włoskami,
- czułki proste (łac. antennae recta) – bez załamania,
- czułki podwójnie grzebieniaste (łac. antennae bipectinatae, a. duplicatopectinatae) – czułki mające długie i cienkie wyrostki po obu stronach członów,
- czułki podwójnie piłkowane (łac. antennae biserratae),
- czułki siekierowate (łac. antennae securiform) – o nasadowych lub wierzchołkowych członach rozszerzonych w kształt toporka,
- czułki sierpowate (łac. antennae falciformis) – kształtem przypominające sierp,
- czułki szczeciniaste (łac. antennae setiformes) – w całości kształtem przypominające szczecinkę,
- czułki szczecinowate (łac. antennae setaceous) – o biczyku kształtem przypominające szczecinkę,
- czułki szpatułkowate (łac. antennae spathulatae) – o silnie spłaszczonej nasadzie,
- czułki wachlarzykowate (łac. antennae lamellatae) – o członach biczyka z blaszkowatymi wyrostkami po jednej stronie
- czułki wrzecionowate (łac. antennae fusiformis) – o członach biczyka najszerszych pośrodku i najwęższych u nasady oraz na szczycie,
- czułki ząbkowane (łac. antennae dentatae) – o członach wyposażonych w ząbkowaty wyrostek na krawędzi wierzchołkowej

## Pozostałe typy

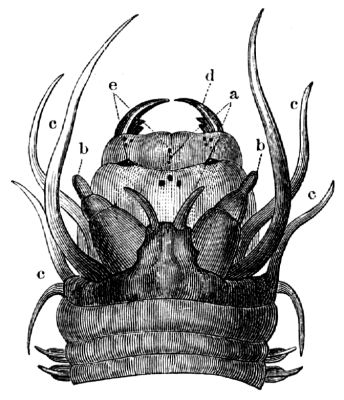
Głowa wieloszczeta z rodzaju Nereis. Czułki podpisane literą a

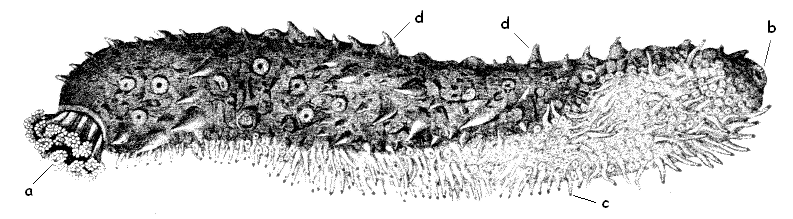
Strzykwa Holothuria tubulosa. Czułki podpisane literą a

Wśród płazińców uszaste lub walcowate czułki służą za narządy zmysłów niektórym wolno żyjącym wirkom.
U kielichowatych czułkami bądź ramiona określa się uwypuklenia górnej krawędzi kielicha obficie zaopatrzone w jednokomórkowe wyrostki czuciowe.
Wśród pierścienic od 1 do 5 par umieszczonych na prostomium czułków służy za narządy zmysłu wieloszczetom.
Długie, czułkopodobne wyrostki oskórkowe otaczają otwór gębowy niektórych niezmogowców.
Para zewnętrznie pierścieniowanych, bogato wyposażonych w komórki czuciowe czułków występuje u pazurnic.
Dwa wieńce czułków występują u kryzelnic.
Orzęsione czułki występują na lofoforze mszywiołów.
U ramienionogów orzęsione czułki występują licznie, tworząc rzędy na brzusznej stronie ramion.
Wśród szkarłupni czułkami nazywa się silnie wydłużone nóżki ambulakralne, tworzące wieniec dookoła otworu gębowego strzykw. Czułki te bywają porozgałęziane lub zwieńczone tarczowato. Mogą one być wciągane w głąb ciała razem z otworem gębowym.